# Syrena Rekord

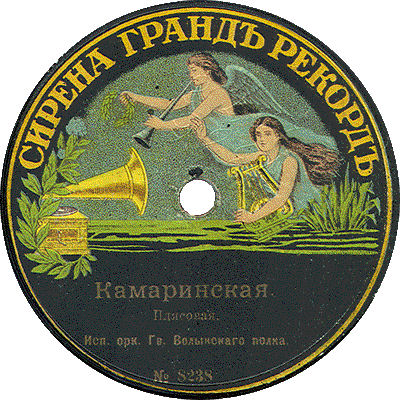

Syrena Rekord — один из первых лейблов звукозаписи Российской империи, затем Польской Республики.

## История
В 1904 году варшавский предприниматель Юлиуш Фейгенбаум основал студию звукозаписи под названием «Сирена грандъ рекордъ». В 1908 году студия была переименована в «Syrena Rekord».Главная контора фирмы располагалась в г. Вильно (Вильнюс). Имелись также отделения в Варшаве и Одессе, агентства в Петербурге и Москве. Фабрика по изготовлению пластинок была построена в Варшаве. Эти диски стоили недорого, а по качеству не уступали пластинкам других фирм. Особый успех принесли фирме записи популярного оперного певца А.М.Давыдова.
В 1912 году был построен новый завод студии, которая стала называться «Syrena-Electro». После распада Российской империи компания продолжила свое существование в Польше. Последний каталог студии звукозаписи датируется летом 1939 года.
После германской оккупации Варшавы осенью 1939 года все польские студии звукозаписи были закрыты.
Дискография лейбла звукозаписи насчитывает около 14 тысяч позиций.

## Галерея

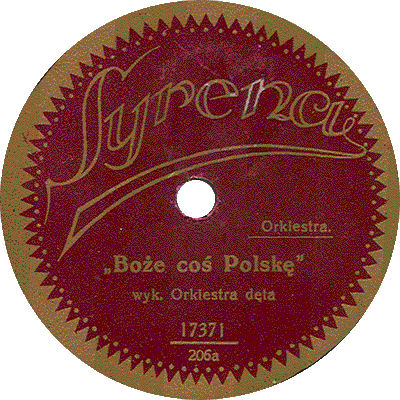
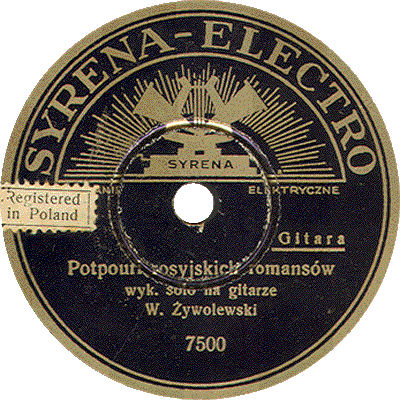